# Kanton Sedan-Est
Der Kanton Sedan-Est ist ein ehemaliger französischer Wahlkreis im Arrondissement Sedan, im Département Ardennes und in der Region Champagne-Ardenne; sein Hauptort (frz.: chef-lieu) war Sedan. Die landesweiten Änderungen in der Zusammensetzung der Kantone brachten im März 2015 seine Auflösung. Vertreter im Generalrat des Départements war zuletzt Didier Herbillon. Der Kanton bestand aus zehn Gemeinden und einem Teil von Sedan.

## Gemeinden
1. Balan
2. Bazeilles
3. Daigny
4. Escombres-et-le-Chesnois
5. Francheval
6. La Moncelle
7. Pouru-aux-Bois
8. Pouru-Saint-Remy
9. Rubécourt-et-Lamécourt
10. Sedan
11. Villers-Cernay

## Bevölkerungsentwicklung
| 1990   | 1999   | 2012   |
| ------ | ------ | ------ |
| 15.514 | 15.075 | 13.764 |